# Jim Norton (actor)
Jim Norton (n. 4 de enero de 1938) es un actor irlandés. Conocido por desempeñar papeles de sacerdote, su papel más reconocido hasta la fecha es el del obispo Brennan en la comedia de situación Father Ted, que alcanzó gran popularidad en el Reino Unido e Irlanda.
A su vez, ha encarnado personajes tales como el de Albert Einstein en dos episodios de Star Trek: La Nueva Generación o del doctor Lazarenn en la serie de ciencia ficción Babylon 5.
También ha puesto la voz para la grabación en audio de la obra maestra de James Joyce Ulises, así como al personaje del mayor Kennet en la serie de animación basada en la serie de televisión Doctor Who Scream of the Shalka.
Aparece, además en un breve cameo en la película Harry Potter y la cámara secreta (2002).
Recientemente, ha interpretado el papel de un anciano Stan Laurel en un docudrama para la televisión acerca de la famosa pareja de el Gordo y el Flaco.